# ليز لوتشهيد
ليز لوتشهيد (بالإنجليزية: Liz Lochhead)‏ (26 ديسمبر 1947 في المملكة المتحدة)؛ كاتِبة وشاعرة بريطانية.